# Jean-Baptiste Collin de Sussy
Pour les articles homonymes, voir Collin.
Jean-Baptiste Collin de Sussy, 1er comte de Sussy (1er janvier 1750 - 7 juillet 1826) est un homme politique et haut fonctionnaire français.

## Biographie

### Vie privée
Né à Sainte-Menehould, Jean-Baptiste Collin de Sussy est le fils de Pierre Collin de Sussy, capitaine général des Fermes du Roi et d'Ursule Petit.

### Vie publique

#### Révolution française
Simple employé des fermes du roi à Châlons-sur-Marne, pendant la Révolution, Jean-Baptiste Collin de Sussy est l'un des trois régisseurs des douanes nationales en 1792. 

#### ConsulatetPremier Empire
Au début du Consulat, il devient le premier préfet de la Drôme le 11 ventôse an VIII (2 mars 1800) avant d'être nommé peu après préfet de Seine-et-Marne le 11 frimaire an IX (2 décembre 1800). Ses qualités d'administrateur le font remarquer du Premier consul, qui lui confie plusieurs missions, notamment à Mayence en 1804, où il est chargé de liquider les dettes des quatre départements rhénans.
À son retour, il présente un projet de réforme des douanes qui est adopté par l'arrêté des Consuls du 16 septembre 1805, créant la direction générale des douanes qui remplace la Régie des douanes, créé par la Constituante. Napoléon Bonaparte en nomme Collin de Sussy premier directeur général. Il occupe ce poste sans discontinuer jusqu'en 1812.
Ses pouvoirs sont très étendus. Ils comprennent notamment :
- la direction de toutes les opérations de douane et rapports directs et uniques avec les ministres ;
- la présidence du conseil d'administration des douanes (formé du directeur et de quatre administrateurs) avec voix prépondérante ;
- la présentation des nominations des agents du cadre supérieur au ministre.

À partir de 1802, il préside le Conseil du contentieux (composé en outre de trois avocats et d'un avoué) chargé de défendre l'administration devant la Cour de cassation. De 1807 à 1812, il est également conseiller d'État en service ordinaire (hors sections).
Il est créé Comte de Sussy et de l'Empire par lettres patentes du 16 avril 1808.
Le 16 janvier 1812, il est nommé ministre des Manufactures et du Commerce (tout en conservant la direction générale des douanes), poste qu'il occupe jusqu'au 1er avril 1814 date à laquelle le gouvernement provisoire replace le commerce dans les attributions du ministre de l'Intérieur.

#### Cent-Jours
Sous les Cent-Jours, Napoléon nomme Collin de Sussy Premier président de la Cour des comptes le 24 mars 1815 en remplacement de Barbé-Marbois. Son discours d'investiture du 27 mars 1815 atteste son indépendance.

#### Restauration
Son discours d'investiture ne l'empêche pas d'être destitué par la Seconde Restauration le 22 juin 1815. Néanmoins, Louis XVIII, à la demande de Decazes, le fait Pair de France ainsi que baron de Sussy par une ordonnance royale du 5 mars 1819.
Il est mort à Paris, no 1 rue de la Grange-Batelière, le 7 juillet 1826.
Il est inhumé dans la 35ème division du Cimetière du Père-Lachaise.
La correspondance et les rapports de Collin de Sussy, ministre des Manufactures et du Commerce (1812-1814), au Secrétaire d’État sous Napoléon Ier sont conservées aux Archives nationales (France)

## Famille
Il épouse, le 20 décembre 1774 à Châlons-en-Champagne, Louise Millot (1749-1822), fille de Jean-Baptiste Millot et de Marguerite Élisabeth Pierre du Verdier. Ils ont quatre enfants.
- Jean-Baptiste Collin de Sussy, 2e comte de Sussy (24 mars 1776 - 17 avril 1837) épouse Victorine Baptistine Muraire (7 avril 1790 - 31 mars 1861), dont descendance ;
- Françoise Denise Collin de Sussy (20 février 1777 - 10 janvier 1843) épouse Narcisse Simon de Peilhon (27 août 1758 - 1er août 1823), sans descendance ;
- Louis Collin de Sussy, vicomte de Sussy (25 mai 1778 - 18 octobre 1831) épouse Marie Louise Rogier (1784 - ?), sans descendance ;
- Anne Sophie Émilie Collin de Sussy (25 décembre 1789 - 29 janvier 1868) épouse Auguste Marie Michel de Laage, baron de Laage (28 novembre 1781 - 28 janvier 1788), dont descendance.

## Distinctions

### Décorations françaises
- Grand officier de la Légion d'honneur (décret du 30 juin 1811)[7].
  -  Commandeur de la Légion d'honneur (décret du 14 juin 1804)
  -  Officier de la Légion d'honneur (décret du 2 octobre 1803)
  -  Chevalier de la Légion d'honneur (décret du 2 octobre 1803)
- Grand-croix de l'Ordre de la Réunion (3 avril 1813)

### Armoiries

D'azur au caducée d'or, au franc-quartier échiqueté d'or et d'azur, qui est des comtes conseillers d'état[8].
D'azur au caducée d'or, au franc-canton d'azur à une tête de lion arrachée d'or, qui est des comtes ministres et au canton senestre du chef échiqueté d'or et d'azur, qui est des comtes conseillers d'état[9].